# VM i skak 1954
VM i skak 1954 var en match som stod mellem den regerende verdensmester i skak Mikhail Botvinnik fra Sovjetunionen og udfordreren hans landsmand Vassilij Smyslov, som fandt sted i Moskva, Sovjetunionen 16. marts – 13. maj 1957. Matchen gjaldt 24 partier med sejr til titelholderen ved uafgjort 12 – 12. Smyslov skulle vinde de to sidste partier for at tage titlen, men vandt kun det 23., mens det 24. blev remis, og Botvinnik beholdt titlen.

## Baggrund
Mikhail Botvinnik havde vundet verdensmesterskabet ved en matchturnering i 1948 og havde beholdt titlen ved at spille uafgjort 12 – 12 mod landsmanden David Bronstein ved VM i skak 1951.
Kandidatturneringen op til Botvinnik – Bronstein-matchen var blevet ramt af en række afbud med politisk baggrund, idet de amerikanske spillere ikke kunne få udenrigsministeriets tilladelse til at rejse til spillestedet, Budapest i Ungarn, hvor det kommunistiske parti havde overtaget magten efter den sovjetiske besættelse siden 2. verdenskrig. Dette betød, at Samuel Reshevsky og Reuben Fine, som ellers var garanteret deltagelse som et led i etableringen af en fast VM-cyklus under verdensskakforbundet FIDE, måtte melde afbud. Eksverdensmester Max Euwe fra Holland, som havde samme garanti, måtte ligeledes melde afbud. Disse tre spillere fik overført deres deltagelse til kandidatturneringen i 1953 i Neuhausen og Zürich i Schweiz, men Fine havde droppet skakkarrieren og meldte fra.
Ud over Reshevsky og Euwe var fem spillere kvalificeret direkte til kandidatturneringen gennem deres deltagelse i den forudgående kandidatturnering: Vassilij Smyslov, Paul Keres, David Bronstein og Isaak Boleslavskij, alle fra Sovjetunionen, samt Miguel Najdorf fra Argentina. Oprindeligt var det meningen, at yderligere fem deltagere skulle findes i interzoneturneringen i Stockholm, Sverige, men femtepladsen endte delt mellem fire spillere, og dengang mente man, at det var for tilfældigt at lade Sonnenborn-Berger korrektion afgøre, hvem der skulle have den femte plads og derfor lod man alle fire gå videre til kandidatturneringen, som dermed fik 15 deltagere, som skulle spille dobbeltrunder alle-mod-alle.

### Kandidatturneringens turneringstabel
| Kandidatturneringen Neuhausen og Zürich 1953 | Kandidatturneringen Neuhausen og Zürich 1953 | Kandidatturneringen Neuhausen og Zürich 1953 | Kandidatturneringen Neuhausen og Zürich 1953 | Kandidatturneringen Neuhausen og Zürich 1953 | Kandidatturneringen Neuhausen og Zürich 1953 | Kandidatturneringen Neuhausen og Zürich 1953 | Kandidatturneringen Neuhausen og Zürich 1953 | Kandidatturneringen Neuhausen og Zürich 1953 | Kandidatturneringen Neuhausen og Zürich 1953 | Kandidatturneringen Neuhausen og Zürich 1953 | Kandidatturneringen Neuhausen og Zürich 1953 | Kandidatturneringen Neuhausen og Zürich 1953 | Kandidatturneringen Neuhausen og Zürich 1953 | Kandidatturneringen Neuhausen og Zürich 1953 | Kandidatturneringen Neuhausen og Zürich 1953 | Kandidatturneringen Neuhausen og Zürich 1953 | Kandidatturneringen Neuhausen og Zürich 1953 |
| Nr.                                          | Spiller                                      | 1                                            | 2                                            | 3                                            | 4                                            | 5                                            | 6                                            | 7                                            | 8                                            | 9                                            | 10                                           | 11                                           | 12                                           | 13                                           | 14                                           | 15                                           | Points i alt                                 |
| -------------------------------------------- | -------------------------------------------- | -------------------------------------------- | -------------------------------------------- | -------------------------------------------- | -------------------------------------------- | -------------------------------------------- | -------------------------------------------- | -------------------------------------------- | -------------------------------------------- | -------------------------------------------- | -------------------------------------------- | -------------------------------------------- | -------------------------------------------- | -------------------------------------------- | -------------------------------------------- | -------------------------------------------- | -------------------------------------------- |
| 1                                            | Vassilij Smyslov                             | - –                                          | ½ ½                                          | 1 1                                          | ½ 1                                          | ½ ½                                          | 1 1                                          | ½ ½                                          | ½ 0                                          | ½ ½                                          | ½ ½                                          | ½ ½                                          | ½ ½                                          | 1 ½                                          | 1 1                                          | 1 ½                                          | 18                                           |
| 2                                            | David Bronstein                              | ½ ½                                          | – -                                          | 1 ½                                          | 1 1                                          | ½ ½                                          | ½ 0                                          | ½ ½                                          | ½ ½                                          | 1 ½                                          | ½ ½                                          | ½ ½                                          | 0 1                                          | 1 ½                                          | ½ ½                                          | ½ ½                                          | 16                                           |
| 3                                            | Paul Keres                                   | 0 0                                          | 0 ½                                          | – -                                          | ½ ½                                          | ½ 1                                          | ½ 1                                          | ½ ½                                          | ½ ½                                          | ½ ½                                          | 0 ½                                          | 1 1                                          | 1 ½                                          | ½ 1                                          | ½ ½                                          | 1 1                                          | 16                                           |
| 4                                            | Samuel Reshevsky                             | ½ 0                                          | 0 0                                          | ½ ½                                          | – -                                          | ½ ½                                          | ½ ½                                          | ½ ½                                          | 1 0                                          | ½ ½                                          | ½ 1                                          | ½ 1                                          | 1 ½                                          | ½ 1                                          | 1 1                                          | 1 ½                                          | 16                                           |
| 5                                            | Tigran Petrosian                             | ½ ½                                          | ½ ½                                          | ½ 0                                          | ½ ½                                          | – -                                          | ½ ½                                          | 0 ½                                          | ½ ½                                          | 0 0                                          | ½ ½                                          | ½ ½                                          | 1 1                                          | ½ 1                                          | 1 ½                                          | 1 1                                          | 15                                           |
| 6                                            | Efim Geller                                  | 0 0                                          | ½ 1                                          | ½ 0                                          | ½ ½                                          | ½ ½                                          | – -                                          | 1 1                                          | ½ 0                                          | 0 1                                          | ½ ½                                          | 0 1                                          | 1 ½                                          | ½ 1                                          | 0 1                                          | ½ ½                                          | 14½                                          |
| 7                                            | László Szabó                                 | ½ ½                                          | ½ ½                                          | ½ ½                                          | ½ ½                                          | 1 ½                                          | 0 0                                          | – -                                          | 1 ½                                          | 1 ½                                          | ½ 0                                          | ½ ½                                          | ½ ½                                          | ½ ½                                          | 0 ½                                          | 1 1                                          | 14½                                          |
| 8                                            | Alexander Kotov                              | ½ 1                                          | ½ ½                                          | ½ ½                                          | 0 1                                          | ½ ½                                          | ½ 1                                          | 0 ½                                          | – -                                          | 1 0                                          | 1 ½                                          | 0 0                                          | 1 0                                          | 1 ½                                          | 0 ½                                          | 0 1                                          | 14                                           |
| 9                                            | Mark Tajmanov                                | ½ ½                                          | 0 ½                                          | ½ ½                                          | ½ ½                                          | 1 1                                          | 1 0                                          | 0 ½                                          | 0 1                                          | – -                                          | 1 0                                          | ½ ½                                          | ½ ½                                          | ½ 0                                          | 0 ½                                          | 1 1                                          | 14                                           |
| 10                                           | Jurij Averbakh                               | ½ ½                                          | ½ ½                                          | 1 ½                                          | ½ 0                                          | ½ ½                                          | ½ ½                                          | ½ 1                                          | 0 ½                                          | 0 1                                          | – -                                          | ½ ½                                          | ½ ½                                          | 0 ½                                          | 1 1                                          | 0 0                                          | 13½                                          |
| 11                                           | Isaak Boleslavskij                           | ½ ½                                          | ½ ½                                          | 0 0                                          | ½ 0                                          | ½ ½                                          | 1 0                                          | ½ ½                                          | 1 1                                          | ½ ½                                          | ½ ½                                          | – -                                          | ½ 0                                          | ½ ½                                          | ½ 1                                          | ½ ½                                          | 13½                                          |
| 12                                           | László Szabó                                 | ½ ½                                          | 1 0                                          | 0 ½                                          | 0 ½                                          | 0 0                                          | 0 ½                                          | ½ ½                                          | 0 1                                          | ½ ½                                          | 1 ½                                          | ½ 1                                          | – -                                          | 1 ½                                          | ½ ½                                          | 1 ½                                          | 13                                           |
| 13                                           | Svetozar Gligorić                            | 0 ½                                          | 0 ½                                          | ½ 0                                          | ½ 0                                          | ½ 0                                          | ½ 0                                          | ½ ½                                          | 0 ½                                          | ½ 1                                          | 1 ½                                          | ½ ½                                          | 0 ½                                          | – -                                          | ½ 1                                          | 1 1                                          | 12½                                          |
| 14                                           | Max Euwe                                     | 0 0                                          | ½ ½                                          | ½ ½                                          | 0 0                                          | 0 ½                                          | 1 0                                          | 1 ½                                          | 1 ½                                          | 1 ½                                          | 0 0                                          | ½ 0                                          | ½ ½                                          | ½ 0                                          | – -                                          | 1 ½                                          | 11½                                          |
| 15                                           | Gideon Ståhlberg                             | 0 ½                                          | ½ ½                                          | 0 0                                          | 0 ½                                          | 0 0                                          | ½ ½                                          | 0 0                                          | 1 0                                          | 0 0                                          | 1 1                                          | ½ ½                                          | 0 ½                                          | 0 0                                          | 0 ½                                          | – -                                          | 8                                            |

## Matchregler
Reglerne for matchen var de samme, man havde brugt i den forudgående VM-match: Bedst af 24 partier, mesteren beholder titlen ved uafgjort.

## Matchresultat
| VM matchen Botvinnik-Smyslov, 1954 | VM matchen Botvinnik-Smyslov, 1954 | VM matchen Botvinnik-Smyslov, 1954 | VM matchen Botvinnik-Smyslov, 1954 | VM matchen Botvinnik-Smyslov, 1954 | VM matchen Botvinnik-Smyslov, 1954 | VM matchen Botvinnik-Smyslov, 1954 |
| Parti                              | Dato (1954)                        | Hvid                               | Sort                               | Resultat                           | I alt Botvinnik                    | I alt Smyslov                      |
| ---------------------------------- | ---------------------------------- | ---------------------------------- | ---------------------------------- | ---------------------------------- | ---------------------------------- | ---------------------------------- |
| 1                                  | 16. marts                          | Smyslov                            | Botvinnik                          | 0 - 1                              | 1                                  | 0                                  |
| 2                                  | 18. marts                          | Botvinnik                          | Smyslov                            | 1 - 0                              | 2                                  | 0                                  |
| 3                                  | 20. marts                          | Smyslov                            | Botvinnik                          | ½ - ½                              | 2½                                 | ½                                  |
| 4                                  | 23. marts                          | Botvinnik                          | Smyslov                            | 1 – 0                              | 3½                                 | ½                                  |
| 5                                  | 25. marts                          | Smyslov                            | Botvinnik                          | ½ – ½                              | 4                                  | 1                                  |
| 6                                  | 27. marts                          | Botvinnik                          | Smyslov                            | ½ – ½                              | 4½                                 | 1½                                 |
| 7                                  | 30. marts                          | Smyslov                            | Botvinnik                          | 1 – 0                              | 4½                                 | 2½                                 |
| 8                                  | 1. april                           | Botvinnik                          | Smyslov                            | ½ – ½                              | 5                                  | 3                                  |
| 9                                  | 3. april                           | Smyslov                            | Botvinnik                          | 1 - 0                              | 5                                  | 4                                  |
| 10                                 | 6. april                           | Botvinnik                          | Smyslov                            | 0 - 1                              | 5                                  | 5                                  |
| 11                                 | 8. april                           | Smyslov                            | Botvinnik                          | 1 - 0                              | 5                                  | 6                                  |
| 12                                 | 10. april                          | Botvinnik                          | Smyslov                            | 1 - 0                              | 6                                  | 6                                  |
| 13                                 | 13. april                          | Smyslov                            | Botvinnik                          | 0 – 1                              | 7                                  | 6                                  |
| 14                                 | 15. april                          | Botvinnik                          | Smyslov                            | 0 – 1                              | 7                                  | 7                                  |
| 15                                 | 17. april                          | Smyslov                            | Botvinnik                          | 0 – 1                              | 8                                  | 7                                  |
| 16                                 | 20. april                          | Botvinnik                          | Smyslov                            | 1 - 0                              | 9                                  | 7                                  |
| 17                                 | 22. april                          | Smyslov                            | Botvinnik                          | ½ – ½                              | 9½                                 | 7½                                 |
| 18                                 | 24. april                          | Botvinnik                          | Smyslov                            | ½ – ½                              | 10                                 | 8                                  |
| 19                                 | 29. april                          | Smyslov                            | Botvinnik                          | ½ – ½                              | 10½                                | 8½                                 |
| 20                                 | 4. maj                             | Botvinnik                          | Smyslov                            | 0 - 1                              | 10½                                | 9½                                 |
| 21                                 | 6. maj                             | Smyslov                            | Botvinnik                          | ½ - ½                              | 11                                 | 10                                 |
| 22                                 | 8. maj                             | Botvinnik                          | Smyslov                            | ½ – ½                              | 11½                                | 10½                                |
| 23                                 | 11. maj                            | Smyslov                            | Botvinnik                          | 1 - 0                              | 11½                                | 11½                                |
| 24                                 | 13. maj                            | Botvinnik                          | Smyslov                            | ½ - ½                              | 12                                 | 12                                 |